# Palair Macedonian Airlines
Palair Macedonian Airlines (en macedonio: Авиокомпания "Палер Македонија") fue la aerolínea de bandera nacional de la República de Macedonia (ahora Macedonia del Norte) que operaba desde los aeropuertos de Skopie y Ohrid.

## Historia
Durante la caída de Yugoslavia y el establecimiento de una república independiente de Macedonia a principios de los años noventa, se creó la aerolínea Palair Macedonian. Su flota comenzó con un Túpolev Tu-154, pero pronto fue seguida por un Fokker F28 y un Fokker 100 alquilados; los aviones fueron primero blancos y rojos y luego todos rojos con texto amarillo. 
Cuando la ONU levantó las sanciones contra Yugoslavia en 1996, la aerolínea nacional yugoslava JAT Yugoslav Airlines reanudó sus operaciones, lo que llevó a una caída drástica en el número de pasajeros de Palair. Palair Macedonian cesó sus operaciones en septiembre de 1996.

## Antiguos destinos
Palair Macedonian Airlines operó durante su existencia vuelos a los siguientes destinos:
| Países              | Destinos   | Aeropuertos                                            |
| ------------------- | ---------- | ------------------------------------------------------ |
| Alemania            | Berlín     | Aeropuerto de Berlín-Schönefeld                        |
| Alemania            | Düsseldorf | Aeropuerto Internacional de Düsseldorf                 |
| Alemania            | Frankfurt  | Aeropuerto de Fráncfort del Meno                       |
| Alemania            | Hamburgo   | Aeropuerto de Hamburgo                                 |
| Alemania            | Stuttgart  | Aeropuerto de Stuttgart                                |
| Austria             | Viena      | Aeropuerto de Viena-Schwechat                          |
| Bulgaria            | Sofía      | Aeropuerto de Sofía                                    |
| Italia              | Pisa       | Aeropuerto de Pisa                                     |
| Italia              | Roma       | Aeropuerto de Roma-Fiumicino                           |
| Macedonia del Norte | Ohrid      | Aeropuerto de Ohrid San Pablo Apóstol (hub secundario) |
| Macedonia del Norte | Skopie     | Aeropuerto de Skopie (hub principal)                   |
| Países Bajos        | Ámsterdam  | Aeropuerto de Ámsterdam-Schiphol                       |
| Rusia               | Moscú      | Aeropuerto Internacional de Moscú-Sheremétievo         |
| Suiza               | Zúrich     | Aeropuerto Internacional de Zúrich                     |

## Flota histórica
Palair operó durante su existencia las siguientes aeronaves:
| Aeronaves             | Total | Introducido | Retirado | Matrículas                      |
| --------------------- | ----- | ----------- | -------- | ------------------------------- |
| Antonov An-24         | 2     | 1991        | 1992     | LZ-ANC y LZ-ANK                 |
| Fokker 100            | 4     | 1993        | 1996     | F-OLGA, F-OLGB, PH-KXL y F-GIOK |
| Fokker F28 Fellowship | 3     | 1993        | 1994     | F-GIAI, F-GBBX y F-GDUY         |
| Túpolev Tu-154        | 4     | 1991        | 1994     | LZ-BTJ, LZ-BTU, LZ-MIS y LZ-BTN |

## Accidentes e incidentes
- El 5 de marzo de 1993, el vuelo 301, un Fokker 100, se estrelló segundos después de despegar de la pista 34 de Skopie con destino Zúrich. La investigación del accidente determinó que la causa del mismo fue que la tripulación de vuelo no había descongelado el avión antes de despegar. De las 97 personas a bordo, 83 murieron.[2]